# Bagisara xan
Bagisara xan là một loài bướm đêm trong họ Noctuidae.